# Uldis Augulis

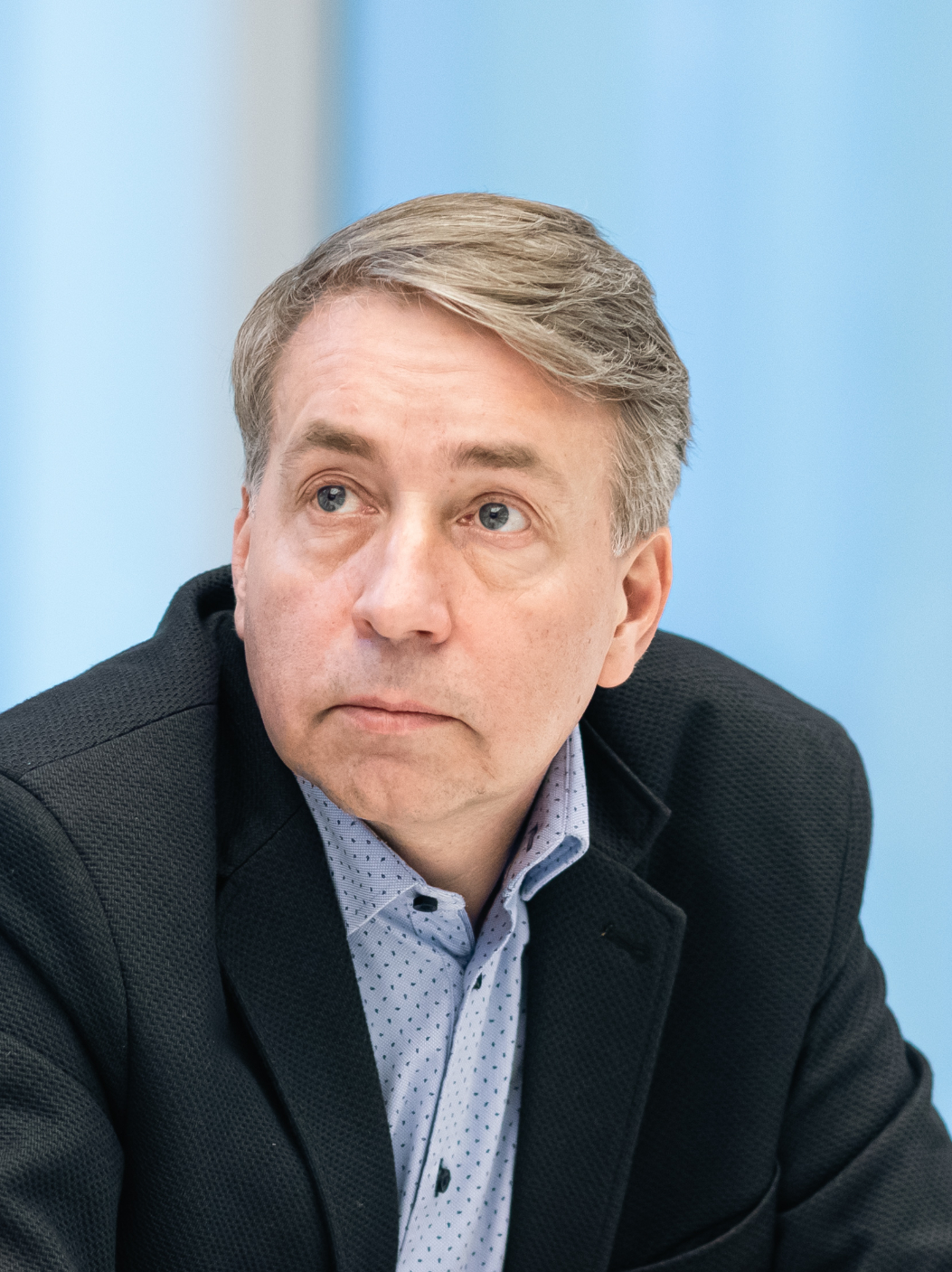
Uldis Augulis (2023)

Uldis Augulis (* 16. März 1972 in Dobele)  ist ein lettischer Politiker der Zaļo un Zemnieku savienība (ZZS).

## Leben
Uldis Augulis wurde 1972 in der damaligen Lettischen SSR geboren. Er studierte Finanzwissenschaften an der Universität Lettlands.

### Tätigkeit in der Politik
Augulis begann sich Ende der 1990er für den Bauernverband Lettlands in der Politik zu engagieren. Dabei war er in den nächsten Jahren zunächst lokal in seiner Heimatstadt Dobele aktiv.
Von November 2006 bis Dezember 2007 war er als Nachrücker Abgeordneter lettischen Parlament (Saeima). Im Kabinett Dombrovskis I war Augulis Sozialminister, danach im Kabinett Dombrovskis II Verkehrsminister. Bei der Parlamentswahl in Lettland 2010 gelang ihm direkt der Einzug ins Parlament, wobei er mit der Berufung ins Kabinett auf sein Mandat verzichtete. Nach der Neuwahl 2011 wurde er zunächst nicht mehr als Minister berücksichtigt, zuvor war es ihm aber allerdings gelungen sein Abgeordnetenmandat zu verteidigen. Im Kabinett Straujuma I und im Kabinett Straujuma II wurde er wieder als Sozialminister tätig. Im Kabinett Kučinskis war er erneut Verkehrsminister von Lettland. Im Rahmen dieser Tätigkeit ruhte seine Abgeordnetenmandat (auch nach der Wiederwahl 2014) erneut.
Bei der Parlamentswahl 2018 gelang es ihm abermals sein Mandat in der Saeima zu verteidigen. Das Fraktionsbündnis der Grünen und Bauern
wurde nicht mehr an der Regierung beteiligt, wählte ihn aber am 6. November 2018 zum Vorsitzenden der Gruppe im neuen Parlament.
Bei der Wahl 2022 konnte Augulis zwar sein Mandat verteidigen, wurde aber nicht wieder als Fraktionsvorsitzender berücksichtigt. Nach dem Zusammenbruch der zweiten Regierung von Krišjānis Kariņš gelang dem ZZS die Rückkehr auf die Regierungsbank. Im Kabinett Siliņa übernahm Augulis erneut den Posten des Sozialministers bis zu einer Regierungsumbildung im Februar 2025. Anschließend kehrte er als Abgeordneter ins Parlament zurück.